# Megachile mossambica
Megachile mossambica là một loài Hymenoptera trong họ Megachilidae. Loài này được Gribodo mô tả khoa học năm 1895.